# Гришин, Валерий Игоревич
Вале́рий И́горевич Гри́шин (укр. Валерій Ігорович Гришин; 12 июня 1994 года; Красный Лиман, Донецкая область, Украина) — украинский футболист, нападающий.

## Игровая карьера
Воспитанник донецкого «Шахтёра». С 2011 года играл за молодёжную команду «горняков». В 2013 году несколько месяцев провёл в аренде в «Ильичёвце». Ни в донецкой, ни в мариупольской команде ему не удалось сыграть ни одного официального матча.
Зимой 2015 года перешёл в ужгородскую «Говерлу». В этой команде дебютировал в Премьер-лиге 1 марта 2015 года в игре с запорожским «Металлургом». Первый гол в украинском высшем дивизионе забил 10 апреля того же года в ворота «Ильичёвца». Молодой нападающий не во всех встречах выглядел остро и уверенным в своих силах, но, по мнению портала football.ua, было очевидно, что ему под силу стать основным игроком в одной из команд УПЛ. Всего в весенней части сезона 2014/15 футболист сыграл за «Говерлу» в 10 матчах.
После окончания сезона проходил просмотр в клубе третьего немецкого дивизиона «Кемницер». 1 сентября 2015 был заявлен за «Металлист», куда перешёл на правах аренды.
В январе 2016 года вернулся в «Ильичёвец», подписавши контракт на 1 год.